# Kastell Mothana
Das Kastell Mothana oder Motha, altgriechisch Μοθανῶν, ist ein lediglich durch Inschriften dokumentiertes römisches Kohortenkastell bei Imtan, einem Dorf im Gouvernement as-Suwaida im Süden Syriens. Der im Gegensatz zu vielen anderen Kastellplätzen im Hauran durch lokal aufgefundene Steindenkmäler, die Notitia dignitatum, einem spätrömischen Staatshandbuch und dem gegen 570 verfassten Brief der Archimandriten der Provinz Arabia relativ gut dokumentierte Garnisonsort konnte als archäologischer Befund mit dem zugehörigen Lagerdorf (Vicus) bisher nicht entdeckt werden.

## Lage
Der syrische Ort Imtan, der 1909 als Drusen-Dorf beschrieben wird, befindet sich in relativ flacher topographischer Lage auf über 1250 Höhenmetern südlich des Jebel el-Druze. In prähistorischer Zeit hinterließen die durch basaltischen Vulkanismus entstandene mächtigen Lavafelder im weiten Umfeld des Jebel eine ausgeprägte Basaltwüste, die sich durch den südsyrischen Hauran bis nach Jordanien hinzieht. Die syrisch-jordanischen Grenze verläuft mehrere Kilometer südlich. Das Wetter kann auf dem hochgelegenen Basaltplateau des Hauran empfindlich kalt werden.

## Forschungsgeschichte

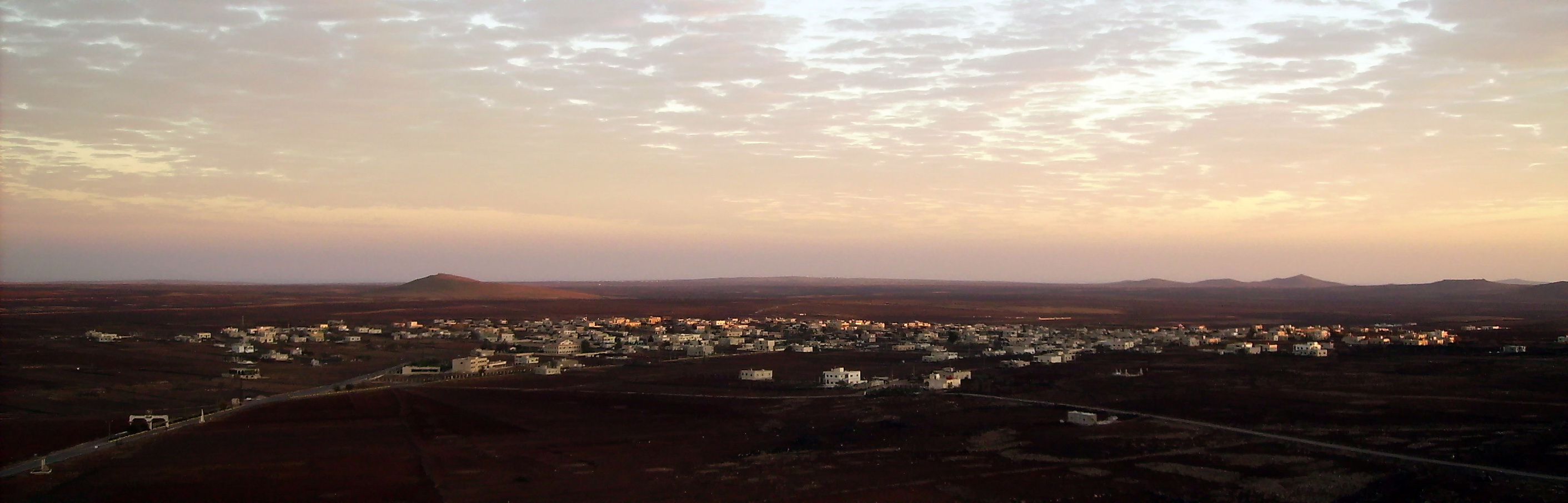
Der erst im 20. Jahrhundert stark gewachsene Ort Imtan im Jahr 2008

Der Ort hatte bereits im 19. Jahrhundert nichts mehr von seinen antiken Bauten bewahrt. Offenbar sind diese schon vor langer Zeit in großem Umfang zerstört worden. Nur einige steinerne Dekorationselemente sind als Spolien an einigen Häusern verbaut worden. Dies könnte erklären, weshalb sich nur relativ wenige Reisende und Gelehrte in der Vergangenheit für dieses Dorf interessierten. Bekannt wurden der deutsche Diplomat und Orientalist Johann Gottfried Wetzstein (1815–1905), der 1858 als erster wichtige Inschriften aus Mothana erfasste und 1863 veröffentlichte. Ihm folgte 1861 der französische Althistoriker und Politiker William Henry Waddington (1826–1894), der ebenfalls Inschriften dokumentierte. In den Jahren 1899 und 1901 waren der französische Altorientalist René Dussaud (1868–1958) und der orientalische Sprachexperte Frédéric Macler (1869–1938) Expeditionen, um die südsyrische Safa-Region und den Jebel el-Druze methodisch zu erkunden. Nach ihnen folgte 1909 eine von mehreren Syrien-Expeditionen unter der Schirmherrschaft der amerikanischen Princeton University, die der Archäologe Howard Crosby Butler (1872–1922) leitete. Der französische Archäologe Maurice Dunand (1898–1987) besuchte 1929 Imtan. Zuletzt machte der deutsche Althistoriker Theodor Kissel in der Fachwelt von sich Reden, nachdem er im Herbst 1999 mit einem neuen wichtigen Inschriftenfund aus Imtan aufwarten konnte.

## Baugeschichte
In seinem Geschichtswerk Res Gestae des um 395 verstorbenen Ammianus Marcellinus beschreibt dieser die spätantike Provinz Arabia. Dort gebe es „… hervorragende Möglichkeiten für Handelsbeziehungen und stark ausgebaute große und kleine Kastelle, um die Angriffe der benachbarten Stämme abzuwehren … In diesen Gemeinden befinden sich auch einige große Städte, Bostra und Gerasa sowie Philadelphia, die durch die Stärke ihrer Mauern sehr sicher sind.“ Ammianus betont mit seinen Aussagen ganz besonders, die Abhängigkeit des wirtschaftlichen Wohlstands von einem effektiven Grenzschutzsystem und zusätzliche rückwärtige Sicherungsmaßnahmen für die wichtigsten Großstädte.

### Militärische Infrastruktur
Mothana kann auf eine vorrömische Vergangenheit zurückblicken, da hier zwei nabatäische Inschriften gefunden, die beweisen, dass der Ort bereits Ende des 1. Jahrhunderts besiedelt war. Die Befestigung des späteren Limes Arabicus begann mit der Annexion des Nabatäerreiches während der Regierungszeit des Kaisers Trajan (98–117) im Jahr 106 n. Chr. Die Lage Mothanas war zum damaligen Zeitpunkt aus verkehrstechnischen Gründen von Bedeutung. Während der römischen Herrschaft befand sich der Ort am östlichen Endpunkt einer wichtigen Inlandsroute, die in der Tabula Peutingeriana, einem mit Meilenangaben versehenen Straßenverzeichnis aus dem 3. Jahrhundert n. Chr. verzeichnet ist. Über den Legionsstandort Bostra erfolgte in den frühen 60er Jahren des 2. Jahrhunderts n. Chr. die militärische Erschließung des Haurans. Dazu entstand von dort aus eine 32 Kilometer lange, nach Südosten geführte Straße, die über Salkhad, dem antiken Tricomia, bis Mothana als caput viae geführt wurde. Der von Kissel 1999 entdeckte, fragmentierte Meilenstein (Miliarium) bezeugt diesen Ausbau unter dem Statthalter Publius Iulius Geminius Marcianus für das Jahr 162 n. Chr.:
Imp(erator) Cae[s(ar)]

M(arcus) Aurelius Anto[ninus]

Aug(ustus), pontif(ex) max(imus), tri[b(unicia)]

[pot(estate)]

XVI, co(n)s(ul) III, [et]

Imp(erator) Caes(ar) L(ucius) Aureli[us Verus]

Aug(ustus), trib(unicia) pot(estate) II, co(n)s(ul) [II, divi]

Antonini fil(ii) divi [Hadriani]

nepot(es) divi Traiani [Parth(ici) pro]

nepot(es) [div]i Nerv[ae abnepot(es)]

[st]raver[unt per P(ublium) Iul(ium) Geminium]

Marc[ianum legatu]m pro [pr(aetore)]

XXII

κβʹ.
Der Althistoriker Oliver Stoll schrieb zu diesem Fund: „Der Meilenstein und andere Indizien geben Zeugnis für einen Ausbau der militärischen und provinzinternen Infrastruktur und eine intensivere Erschließung des Haurangebirges in den frühen sechziger Jahren des 2. Jahrhunderts n. Chr., das insgesamt noch eine der am wenigsten bekannten Perioden des limes Arabicus darstellt“.
Laut den Inschriften auf weiteren bekannten Miliaria, entstand während der Regierungszeit des Kaisers Septimius Severus (193–211) – und da wahrscheinlich in den Jahren 208/210 – eine neue Trasse von Mothana aus in Richtung Süden. Der schottische provinzialrömischen Archäologe David L. Kennedy nannte diese Straße nach der von ihm vorgeschlagenen severischen Gründungszeit und aus Unterscheidungsgründen zu anderen Straßen in der Levante Via Severiana. Die unmittelbar an der römischen Reichsgrenze verlaufende Straße mündete am bedeutenden Oasenkastell Qasr al-Azraq, das den nordwestlichen Endpunkt des Wadi Sirhan, einen wichtigen Zugang ins Landesinnere von Arabien, deckte. Rund 15 Kilometer südlich von Mothana entfernt lag an der Via Severiana das Kastell Deir el-Kahf. Über eine Abzweigung der Via Severiana an diesem Kastell konnte elf Kilometer nordöstlich die vorgeschobene Garnison von Deir el-Qinn erreicht werden. Südlich von Deir el-Kahf sind bis Al-Azraq zwei strategisch günstig gelegene Straßentürme, darunter der Straßenturm Qasr el-Huweinit entlang der Trasse archäologisch erkannt worden. Auf der rund 55 Kilometer lange Trasse zwischen Deir el-Kahf und dem Qasr al-Azraq fällt das Land rund 500 Meter nach Süden hin ab.

### Zeitliche Zuordnung
Die Nutzung des Kastells von Mothana hat für das 2. bis 3. Jahrhundert sowie für die Zeit bis mindestens zum Beginn des 5. Jahrhunderts einen deutlichen ephigraphischen Niederschlag gefunden, zu dem noch die kurze Erwähnung in der Notitia dignitatum hinzukommt. Den bisher unbekannten Standort des Kastells selber, hat der französische Archäologe François Villeneuve vorsichtig im Süden des Dorfes lokalisierte.

### Mögliches Erscheinungsbild
Das Kastell von Mothana wird während des Prinzipats wohl den für diese Zeit typischen Spielkarten-Grundriss besessen haben und in der Spätantike möglicherweise als Zentralhofkastell neu entstanden sein. Da es in diesen Höhen im Winter auf dem Basaltplateau des Hauran empfindlich kalt sein kann, benötigten die Soldaten neben Mannschaftsunterkünften auch Ställe für ihre Reittiere. Kennedy ging aufgrund der bemerkenswerten Reihe an militärischen Inschriften von einer bedeutenden militärischen Präsenz bei Imtan aus. Zu einer sehr ähnlichen Bewertung dieses Garnisonsorts kam auch Stoll, der dessen Bedeutung in der Kontrollinstanz sah, die an diesem Punkt auf das Verkehrssystem am nördlichen Abschnitt des arabischen Limes wirkte.

## Militärische Inschriften

### Prinzipat
Cohors I Augusta Canathenorum et Trachionitarum
Aus der Zeit des Prinzipats, die in das 2. Jahrhundert datiert, stammt eine stark gestörte Bauinschrift. Dort ist ein Kohortenname zu erfahren:
[…]

mil(ites) et

equ(i)tes

coh(ortis) I

Aug(ustae)

Canathen(orum) e(t) T(r)ach[i]o(ni)t(arum)

fece[runt].
Übersetzung „… die Soldaten und Reiter der Ersten Kohorte der Kanathener und Trachoniten, der Augusteischen, haben (dies) errichtet.“
Die in dieser Inschrift erwähnte, rund 1000 Man starke Doppelkohorte mit dem Namen Cohors I Augusta Canathenorum et Trachionitarum, ist nicht mit der nach Raetien verlegten Cohors I Flavia Canathenorum identisch. Beide Einheiten wurden in und um Canatha, etwa 50 Kilometer nördlich des Kastells Mothana ausgehoben. Die Trachoniten stammten aus der Ledja im Osten des Hauran und nördlich von Canatha.
Cohors II Augusta Thracum equitata
Eine weitere Einheit wird aus zwei Inschriften ersichtlich:
Coh(ors) II Aug(usta)

Thr(acum) eq(uitata)
Übersetzung: „Zweite teilberittene Kohorte der Thraker, die Augusteische“
Wetzstein zeichnete diese in einen als Spolie genutzten, rechteckigen Stein gemeißelte Inschrift an einer Moschee ab, die sich in einem elenden Zustand befand. Seine Zeichnung enthielt als Zahlzeichen eine II. Einige Autoren haben später, so wie im Corpus Inscriptionum Latinarum aufgenommen, Cohors I Augusta Thracum equitata gelesen, eine Einheit, die auch rund 55 Kilometer südwestlich von Imtan am Kastell Qasr al-Hallabat nachgewiesen werden kann. Die zunächst in der Provinz Syria stationierte Cohors I Augusta Thracum equitata nahm möglicherweise an der Annexion des Nabatäerreichs unter Trajan teil und wurde anschließend in der neuen Provinz Arabia Petraea stationiert. Die Cohors II Augusta Thracum ist hingegen bis um 221/240 für Pannonien bezeugt, und die Cohors III Augusta Thracum stand nachweislich in den Jahren 88, 156/7 und 227 in Syria. Eine etwas problematische, da nicht vollständig erhaltene Inschrift vom Kastellplatz Umm el-Quttein im Norden der Provinz Arabia Petraea nennt ebenfalls eine Cohors [II]I Augusta Thracum equitata. Die Inschrift datiert möglicherweise ins 2. Jahrhundert.
Der zweite rechteckige Stein befand sich über eine Haustüre in Imtan. In dieser zweizeiligen Inschrift fehlte das Zahlzeichen der Kohorte, jedoch war nach der Abkürzung T(hracum) ein Alinea eingemeißelt worden. Die Inschrift umbrach anschließend auf Aug(usta). Steine dieser Art wurden oftmals an militärisch genutzten Bauten von der sie errichtenden Truppe vermauert.
Grabinschrift des Guththa
Aus dem benachbarten Ort Anat/Inak, stammt eine 1901 erstmals veröffentlichte und von dem österreichischen Althistoriker Alfred von Domaszewski (1856–1927) vorgestellte Grabinschrift, die der damalige germanische Kommandeur der Grenzschutztruppen für seinen Sohn errichten ließ, der am 28. Februar 208 verstarb.
Μνημεῖον Γουθθα, υἱοῦ Ἑρμιναρίου πραιποσίτου γεντιλίων ἐν Μοθανοῖς ἀναφερομένων, ἀπογεν(ομέν)ου ἐτῶν ιδʹ. ἔτ(ε)ιρβʹ Περιτίουκαʹ
Übersetzung: „Grabstein des Guththa, Sohn des Herminarius, Befehlshaber (Praepositus) der in Mothana eingeschriebenen Stammestruppen (gentiles). Er starb im Alter von Alter von 14 Jahren. Im Jahr 102, Peritius den 21.“
Der Vater führte als Praepositus laut der französischen Historikerin Annie Sartre-Fauriat einen Numerus an, der in Mothana stationiert war. Die Erwähnung von gentiles bedeutet, dass es sich eher um ausländische als um einheimische Soldaten gehandelt haben muss. Die beiden Männer stammten möglicherweise aus Germanien, dort sind beide Namen belegt. Laut Meinung des deutsch-amerikanischen Althistorikers Michael P. Speidel könnte es sich auch um Gothi Gentiles gehandelt haben, die sich seit den erfolgreichen Partherkriegen des Septimius Severus in Mothana niedergelassen hatten.

### Spätantike
Grabinschrift des Laitila
Eine weitere Grabinschrift, die in eine Tabula ansata gemeißelt wurde, nennt einen im Jahr 306 verstorbenen Soldaten im Rang eines Ducenarius primicerius, der gleichfalls einen germanischen Namen trug:
τοῦτο τὸ μνῆμα

Λαιτίλα δουκην(αρίου)

πριμάκηρος ἐτῶν

νζʹ ἔτι σαʹ
Übersetzung: „Dies ist das Grabmal für Laitila (Λαιτίλα), Ducenarius primicerius, er wurde 57 Jahren alt, im Jahr 201.“
Laitila war als Ducenarius primicerius ranghöchster Offizier im Kollegium der Priores seiner in Mothana stationierten Einheit.
Bauinschrift
Die folgende Inschrift stammt aus den Jahren 317/318 n. Chr.
Ἔτ̣<ου>ς σιβʹ, Ἀρτεμισίω̣̣ [… ἐπὶ … φρ]

ουμεντ(αρίου) στ(ρατιώτου) Μ(άρκου) Ἰου(λίου) κ(αὶ) Α[…]

προνοητῶν κ(αὶ) Σιλουά[νοῦ] κ(αὶ)]

Ἀμριλιου ἀπὸ (δεκαδάρχων) ἐκτί[σθη …].
Übersetzung: „Im Jahr 212 wurde am … Artemisios, … Soldat (und) Frumentarius, Marcus Iulius und A…, Ortsverantwortlichen (Pronoètai), und Silvanus und Amrilios, ehemalige Decadarchen, (dieses Bauwerk) errichtet.“
Der durch die Beschädigungen der Inschrift unbekannte Bau wurde von ehemaligen Militärs und der lokalen zivilen Ortsverwaltung errichtet. Der namentlich ebenfalls nicht mehr bekannte Soldat und Frumentarius hatte seine Dienstzeit gleichfalls hinter sich, da die Frumentarii bereit während der Regierungszeit des Kaisers Diokletian (284–305) durch die agentes in rebus ersetzt worden waren und der in der Inschrift Genannte wohl noch seine alte Dienstbezeichnung trug. Decadarch war die griechische Bezeichnung für den Offiziersrang eines Decurios.
Grabinschrift des Ursus
Eine der bekanntesten Grabinschriften aus Imtan, die erneut den antiken Ortsnamen nennt, veröffentlichte Wetzstein unter der Nummer 64 und Waddington als Nummer 2037 ihrer Kataloge. Waddington schrieb dazu, dass sich die als Tabula ansata gestaltete Tafel an der Ostwand einer örtlichen Moschee befand. Wetzstein hatte außerdem weitere Schriftzeichen über der Inschrift festgestellt, die sich aber nicht mehr lesen ließen. Von der im Jahr 350 n. Chr. entstandenen sechszeiligen Inschrift, die bis heute erhalten ist, gibt es mehrere abweichende Lesungen. Da den Schreibern der Platz innerhalb der Tabula nicht reichte, befinden sich Teile der Inschrift sowohl links und rechts daneben sowie darunter.
Text innerhalb der Tabula ansata:
Φλ Οὖρσος, ἀκτουάρις οὐ-

ιξιλλατιο͂νος Μοθανῶν τὼ μ-

νῆμα οἰκοδομήσας ἐκ θημελίω-

ν ἔτους σμεʹ, μηνὶ Ἰουνίου κγʹ.

Ἐνθάδη κῖτε Οὖρσος βίορχος πατὴρ

τοῦ ὑποτεταγμένου Οὔρσου, διὰ τῆς ἐπι<μ>η
Text unterhalb:
λίης [Τ]ι(βερίου) Κλ(αυδίου). Αὐξίτω οἰκεῖα τῆς ἀναπαύση[ω]ς οἰ<χ>ομέ[νου].
Text links:
Και-

αμο-

ς οἰκ-

οδό-

μος.
Text rechts:
Μ̣(υρίας) χιλ-

ίας

Σύρα[ς]

ἐγὸ ὡ

῏Ορσος

ἐξ ἰδ[ί]-

ων.

C[
Übersetzung: „Ursus, Actuarius (Proviant- und Zahlmeister) des Detachments (Vexillation) von Mothana (Μοθανῶν), der dieses Grabmal von Grund auf errichten ließ, im Jahr 245, am 23. Juni. Hier ruht Ursus, Biarchus (Verpflegungsunteroffizier), Vater des Ursus, der unter dem Kommando (epimeleia im Sinne von sub cura) von Tiberius Claudius Au… diente. Die Ruhestätte des Verstorbenen. Chaeamus, der Baumeister. Ich, Ursus, habe [dafür] aus meinem eigenen Besitz zehntausend syrischer Drachmen ausgegeben.“
Alternativ wurde folgende, neuere Lesung durch Sartre-Fauriat veröffentlicht:
Φλ(άουιος) Οὖρσος, ἀκτουάρις οὐ|ιξιλλατιο͂νος Μοθανῶν τὼ μ|νῆμα οἰκοδομήσας ἐκ θημελίω|ν ἔτους σμεʹ, μηνὶ Ἰουνίου κγʹ. | Ἐνθάδη κῖτε Οὖρσος βίορχος πατὴρ | τοῦ ὑποτεταγμένου Οὔρσου, διὰ τῆς ἐπι<μ>η|λίης [Τ]ι(βερίου) Κλ(αυδίου). Αὐξίτω οἰκεῖα τῆς ἀναπαύση[ω]ς οἰ<χ>ομέ[νου]. Και|αμο|ς οἰκ|οδό|μος. Μ̣(υρίας) χιλ|ίας | Σύρα[ς] | ἐγὸ ὡ | ῏Ορσος | ἐξ ἰδ[ί]|ων. CΟC
Übersetzung: „Flavius Oursos, Actuarius der Vexillatio (spätantike Kavallerieeinheit) von Mothana, der dieses Grabmal von Grund auf errichten ließ, im Jahr 245, am 23. Juni. Hier ruht Oursos, Biarchus (Stabsoffizier im politischen Reichssicherheitsdienst), Vater des obengenannten Oursos, unter dem Kommando des Tiberius Claudius. Möge die Ruhestätte des Verstorbenen gedeihen. Kaiamos, der Baumeister. Ich, Oursos, habe [dafür] aus meinem eigenen Besitz zehntausend syrischer Drachmen ausgegeben.“
Sartre-Fauriat übernahm die Auffassung Waddingtons, dass der hier genannten Biarchus als agens in rebus in der Funktion eines Politoffiziers mit nachrichtendienstlicher Funktion beschäftigt war.
Notitia dignitatum
Wichtig ist auch die kurze Nennung des Ortes und deren Stammtruppe um 400 n. Chr. in der Notitia dignitatum:
Equites scutarii Illyriciani, Motha
Übersetzung: „Die Reiter aus dem illyrischen Shkodra (Scutari), in Motha.“
Militäredikt des Kaisers Anastasius I.
Für die anhaltende Besetzung des Garnisonsortes ist insbesondere das Militäredikt des Kaisers Anastasius I. (491–518) von Bedeutung, denn es konnten davon zehn Fragmente in Mothana, vermauert in einer Moschee, entdeckt werden, deren Inhalt Wetzstein 1864 veröffentlichte, Auch Waddington kopierte den Inhalt der Inschriften unter seiner Nummer 2033, doch bereits für Butler waren die Fragmente nicht mehr auffindbar.
Mit seinen Festlegungen versuchte der Kaiser während des schrittweisen Zerfalls des weströmischen Reiches die verbliebenen Provinzen im Osten am Ende des 5. Jahrhunderts neu zu organisieren. Das Militäredikt wurde auch an mehreren anderen Militärstandorten der Provinz, darunter Bostra, Qasr al-Hallabat, Salkhad, Umm al-Jimal sowie in Jerusalem ausgehängt. Damit lässt sich für Mothana feststellen, dass auch in diesem abgelegenen Posten in den Jahren um 500 n. Chr. noch eine ausreichende und wichtige römische Garnison bestand.